# Kejserkrigen
Christian 4.'s deltagelse i Trediveårskrigen kaldes også Kejserkrigen. Kongen havde flere motiver til at blande sig i 30-årskrigen: dels ønskede han at styrke sin stilling i Den nedersachsiske Kreds i Nordtyskland, dels var han af prestigemæssige og strategiske grunde interesseret i at forhindre, at den svenske konge skulle lede alliancen mod den tyske kejser og kunne bringe sig i en situation, hvor kan kunne "indkredse" Danmark fra syd, men Christian 4. frygtede også kejserens trusler mod Danmark, Slesvig-Holsten og Den protestantiske union

## Baggrund
Trediveårskrigen blev indledt med den bøhmiske opstand, som Christian først i 1620'erne forsøgte at støtte. Bøhmerne havde nægtet at anerkende valget af Ferdinand af Steirmark til kejser og havde i stedet indsat kurfyrste Frederik 5. af Pfalz, der var calvinist og leder af protestanternes tyske forbund, som konge af Bøhmen. Denne var imidlertid kommet under pres fra kejseren, Spanien og andre katolske magter og måtte efter, at en kejserlig hær havde besejret bøhmerne, gå i landflygtighed. Han var gift med Elizabeth Stuart, som var en datter af Christian 4.s søster, dronning Anna, der var gift med Jakob 1. af England, og Christian 4. kunne derfor af familiemæssige hensyn være motiveret til at støtte protestanterne i Tyskland.
Samtidig havde Christian 4. ønske om at styrke sin stilling i Den nedersachsiske Kreds i Nordtyskland. I 1603 var det lykkedes ham at opnå formel hyldning som den, der havde overhøjheden over Hamborg. Christian 4. ønskede at få sin næstældste søn Frederik valgt til ærkebiskop i Bremen og biskop i Verden stift sydøst for Bremen. Derved ville han også bedre kunne klemme Hamborg ved at have kontrollen overfloderne Elben og Wesers udmundinger. I 1617 havde han anlagt fæstningen og staden Glückstadt i Holsten ved Elbens nordbredt, og herfra forsøgte han at beherske indsejlingen til Hamborg og fik indført Elbtolden som et sydligt modstykke til Øresundstolden.
Ved dette fremstød ville han tillige presse Nederlandene, der i modvilje mod Øresundstolden havde indgået et forbund med hansestaden Lübeck og Sverige. I forbindelse hermed spillede det en betydelig rolle, at Danmark i kraft af de fremskudte besiddelser Gotland og Øsel (Saaremaa) hidtil stort set havde kunnet kontrollere hele den sydlige del af Østersøen (Dominium Maris Baltici), men efter et svensk fremstød på den baltiske østkyst havde Sverige i 1621 erobret Riga, og 1625-1626 resten af Livland, hvorved en fortsat svensk ekspansion langs den baltiske sydkyst blev en åbenbar fare, som i givet fald ville true med at indkredse Danmark fra syd.
Endelig spillede det en betydelig rolle, at Danmark indgik forsvarsforbund med dels Nederlandene (der havde frigjort sig fra spansk overherredømme), dels England og i forbindelse hermed at få indsat hertug Frederik som koadjutor (ærkebispens medhjælper) i Bremen og som bisp i Verden. Ved at stille sig i spidsen for et nordeuropæisk protestantisk forsvarsforbund ville Christian 4. således kunne opnå større prestige, at få sin søn velanbragt, at styrke sin magt over Hamborg og at stække et eventuelt fortsat svensk fremstød langs den baltiske sydkyst samt muligvis at hjælpe sin nieces ægtefælle.

## Manglende støtte fra rigsrådet og de allierede
Christian 4. fik imidlertid ikke tilslutning fra rigsrådet til denne politik, blandt andet med henvisning til at den tyske kejser var for mægtig til, at det danske rige havde råd til en krig. Rigsrådet var desuden betænkelig ved Sveriges position i sagen og frygtede, at Sverige kunne finde på at angribe Danmark, hvis det kom til at gå Danmark ilde i den tyske religionskrig. I marts 1625 valgte Christian at gå uden om rigsrådet: hans position som hertug af Holsten var uafhængig af den danske krone og rigsrådet. Han lod sig den 26. marts vælge til kredsoberst (militær øverstkommanderende) for Den nedersaksiske Kreds mod at forpligte sig til kun at anvende den bevilgede magt til forsvarsformål. Genindsættelse af Frederik 5. af Pfalz blev ikke omtalt med et ord.
Samtidig viste det sig, at hverken de nordtyske protestantiske fyrster, englænderne eller nederlændingene (og heller ikke Frankrig, som ellers havde tilsluttet sig forsvarsforbundet) gav nogen konkret støtte til kredsobersten. Da Christian i foråret 1626 kom til at stå over for to store fjendtlige hære, den ene ledet af general Tilly, den anden af den katolske bøhmiske lejeknægtfører og adelsmand Wenzel Albrecht Eusebius von Wallenstein, var han alene.

## Lutter am Barenberg
Det var Christians plan at besejre Tilly inden, at dennes og Wallensteins hære kunne forenes. Sammenstødet mellem Christians styrker og Tillys hære skete uden for fæstningen Lutter am Barenberg i udkanten af Harzen i den sydlige del af Den nedersachsiske Kreds. Slaget den 17. august 1626 blev et totalt nederlag for Christian 4., da kongens hær næsten blev udslettet slaget og han selv måtte trække sig tilbage med resterne af sit rytteri. "Sloges vi med fjenden og mistede slaget" noterede Christian kort i sin skrivekalender.
Kongens foretagende endte således med fiasko og medførte, at Danmark officelt blev draget ind i Trediveårskrigen. I begyndelsen kunne skansen holdes ved Elben, men i efteråret 1627 faldt de kejserlige tropper under Wallenstein ind i Slesvig og Holsten, og herfra fortsatte de nordpå, invaderede og udplyndrede Jylland.

## Fredsforhandlinger
Efter besættelsen af hertugdømmerne og Jylland stillede man fra tysk side skrappe krav til en fredsaftale: afståelse af hertugdømmerne, overdragelse af Jylland til kurfyrsten af Sachsen som pant for kejserlig gæld til ham, opgivelse af Frederiks nordtyske stifter, betaling af en stor krigsskadeserstatning til kejseren samt afspærring af Øresund for kejserens fjender.
Imidlertid lykkedes det på baggrund af kongemødet i Ulvsbäck Christian at narre den tyske kejser til at tro, at Danmark var på vej til en alliance med Sverige. I alt fald lykkedes det ham i maj 1629 ved Lübeck at opnå en fred, der indebar tilbagegivelse af Jylland til Danmark og Slesvig-Holsten til kongen mod, at Christian lovede aldrig mere at blande sig i tyske anliggender.
Krigen havde kostet Christian enorme beløb, som han personligt havde betalt. Kongen var derfor interesseret i at skaffe sig en ny rådighedskapital. Det lykkedes Christian at få udbetalt én million rigsdaler ("De ti tønder guld") af rigsrådet for at skrive under på fredsaftalen. Rigsrådet så det som en god investering i, at kongen ikke ville fortsætte krigen.